# Lobodillo lentus
Lobodillo lentus är en kräftdjursart som först beskrevs av Gustav Budde-Lund 1904.  Lobodillo lentus ingår i släktet Lobodillo och familjen Armadillidae. Inga underarter finns listade i Catalogue of Life.